# 麻黄杏仁甘草石膏汤
麻黃杏仁甘草石膏湯，出自《傷寒雜病論》。簡稱麻杏甘石湯或麻杏石甘湯。

## 组成
麻黃四兩（去節） 杏仁五十個（去皮尖） 炙甘草二兩 石膏半斤（碎、棉裹）

## 用法
上四味，以水七升，先煮麻黃減二升，去上沫，納諸藥，煮取二升，去滓，溫服一升，日再服。

## 主治
太陽病汗出而喘，無大熱者。

## 方解
麻黃、杏仁宣肺平喘，石膏清肺熱，炙甘草補中。此方較麻黃湯少桂枝多石膏，顯見其主攻寒邪由表入肺化熱。
本方主治证是由风热袭肺，或风寒郁而化热，壅遏于肺所致。肺中热盛，气逆伤津，所以有汗而身热不解，喘逆气急，甚则鼻翼煽动，口渴喜饮，脉滑而数。此时急当清泄肺热，自然热清气平而喘渴亦愈。所以方用麻黄为君，取其能宣肺而泄邪热，是“火郁发之”之义。但其性温，故配伍辛甘大寒之石膏为臣药，而且用量倍于麻黄，使宣肺而不助热，清肺而不留邪，肺气肃降有权，喘急可平，是相制为用。杏仁降肺气，用为佐药，助麻黄、石膏清肺平喘。炙甘草既能益气和中，又与石膏合而生津止渴，更能调和于寒温宣降之间，所以是佐使药。综观药虽四味，配伍严谨，用量亦经斟酌，尤其治肺热而用麻黄配石膏，是深得配伍变通灵活之妙，所以清泄肺热，疗效可靠。

## 派生制剂
- 麻杏止咳糖浆：同四味药，中国部颁标准中药成方制剂第二十册WS3-B-4010-98。
- 连花清瘟：和銀翹散结合。[4][5]
- 宣肺败毒颗粒：张伯礼将此方与麻杏薏甘汤、葶苈大枣泻肺汤、千金苇茎汤、不换金正气散加减化裁而来。中国处方药。
- 化湿败毒颗粒：麻杏石甘汤、宣白承气汤、达原饮、藿香正气散、桃仁承气汤、葶苈大枣泻肺汤、黄芪赤风汤、玉屏风散部分药物组成。中国处方药。
- 清肺排毒汤：麻杏石甘汤、射干麻黄汤、小柴胡汤、五苓散等组成。

## 相關方劑
- 麻黃湯
- 越婢湯
- 大青龍湯